# Aéroplanes Deperdussin

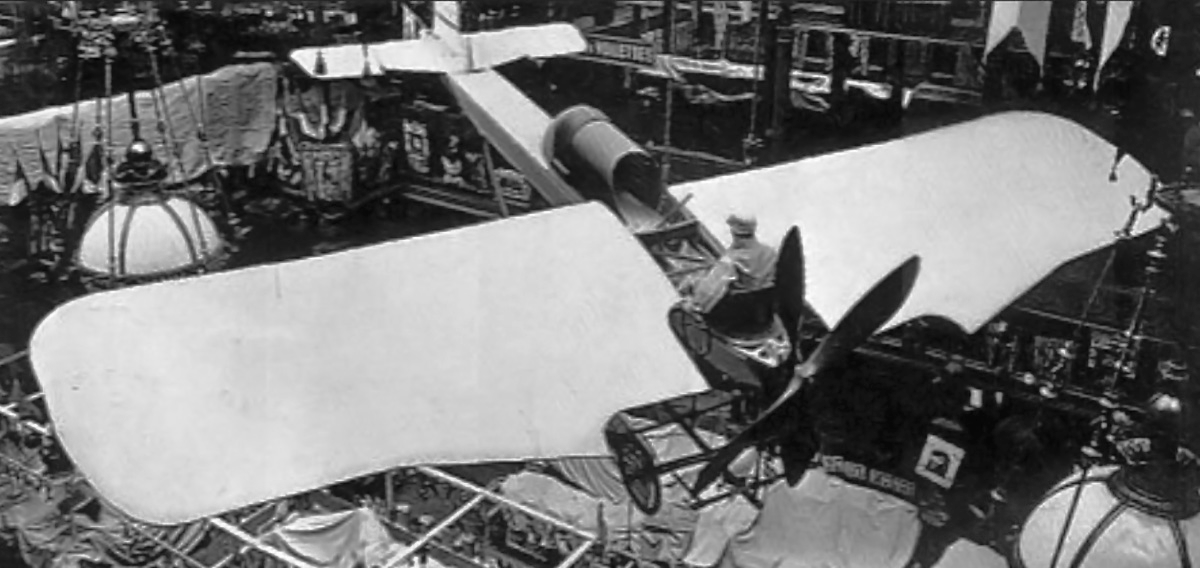
Het eerste vliegtuig van Deperdussin was een Canard-type met een duwpropeller.

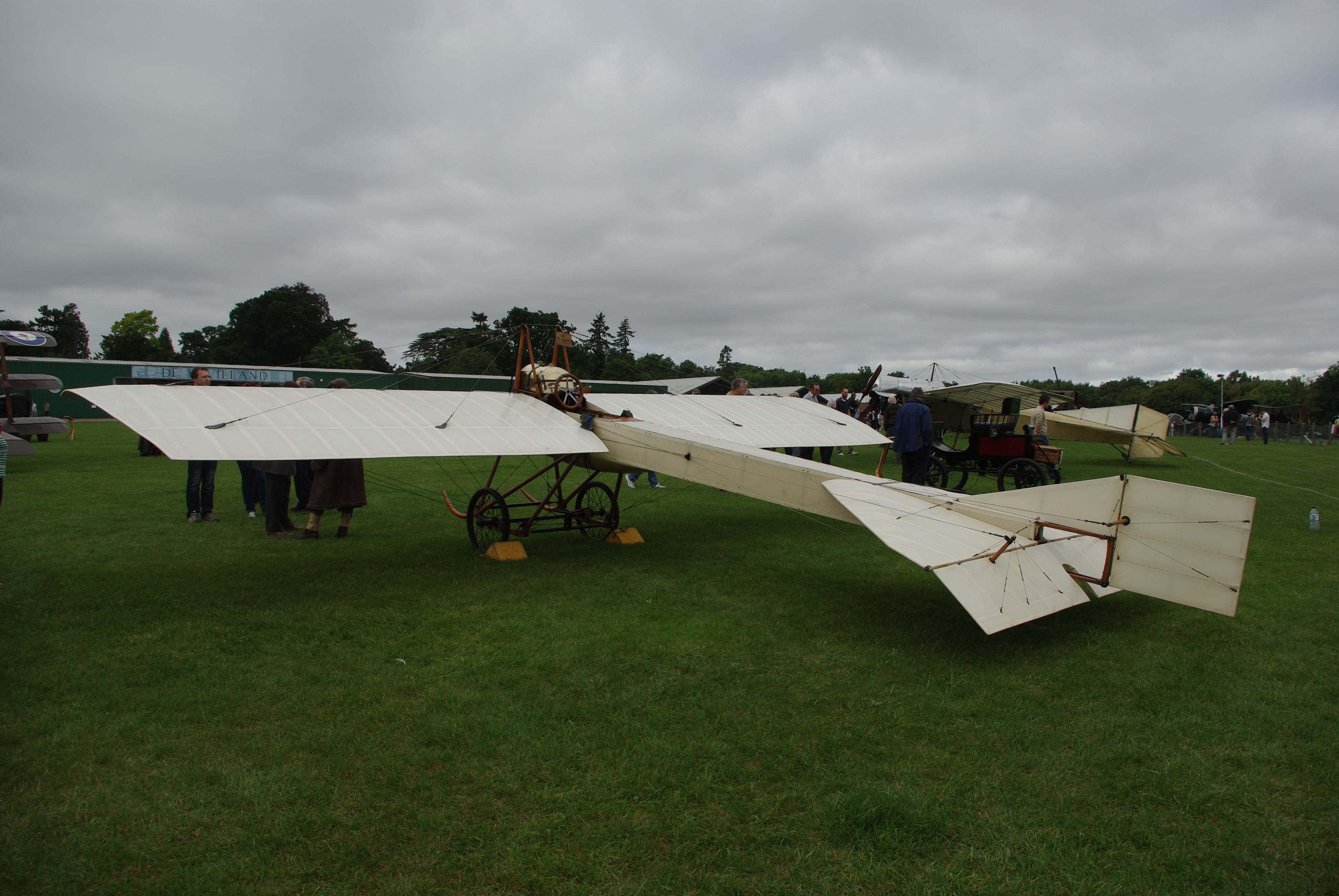
Deperdussin 1910 Type A, Shuttleworth Collectie

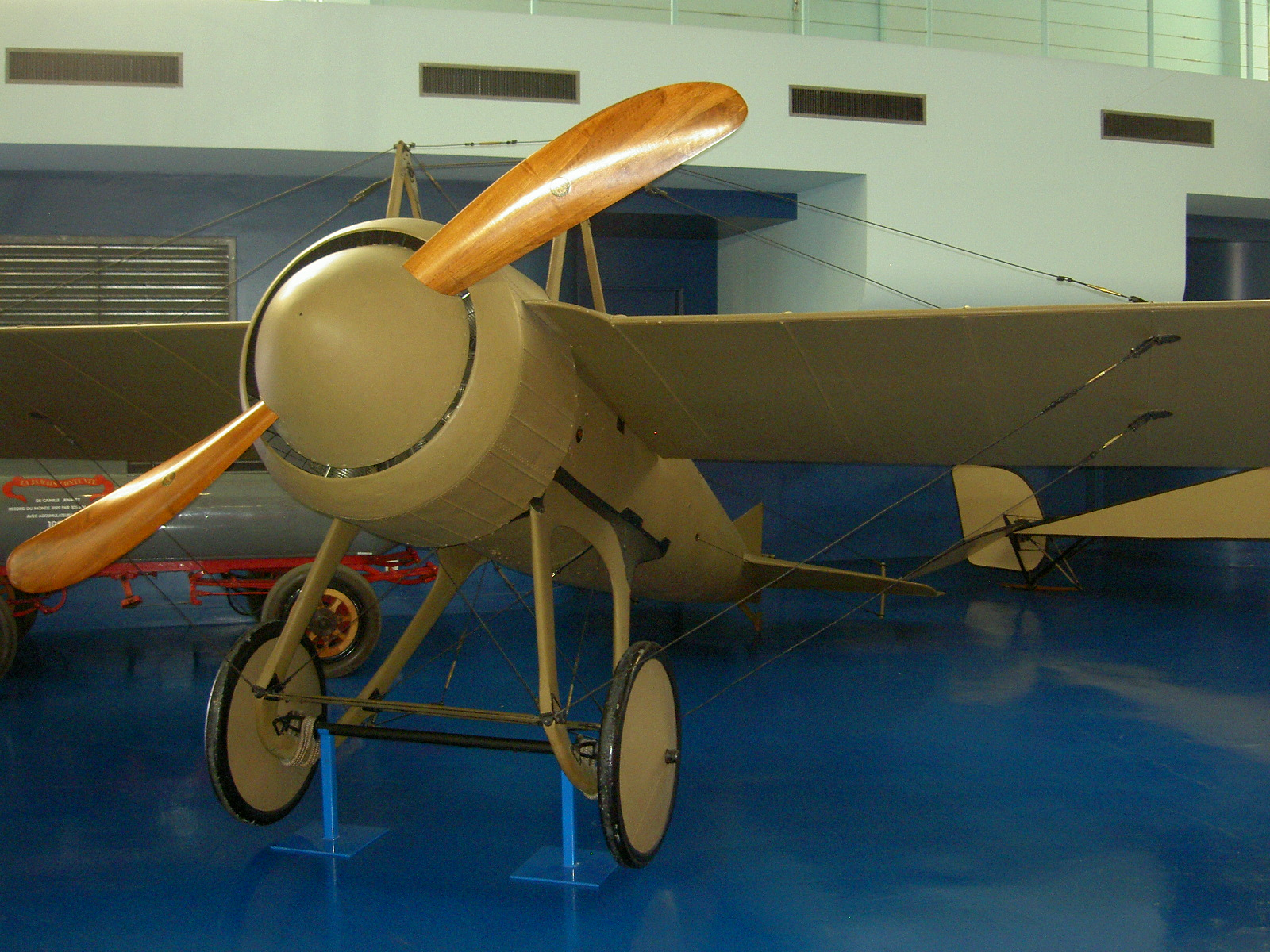
Deperdussin Monocoque, Bourget Museum (Frankrijk)

 Aéroplanes Deperdussin, later Société de Production des Aéroplanes Deperdussin, was een Franse fabrikant van eenmotorige eendekker vliegtuigen uit de beginfase van de luchtvaart. De firma werd in 1911 opgericht door zakenman en luchtvaartpionier Armand Deperdussin (1864-1924). Deperdussin was zelf geen ingenieur maar huurde vliegtuigontwerper Louis Béchereau in als technisch directeur. Naast vliegtuigen bouwde de firma ook motorboten en watervliegtuigen. Ook bestonden er drie Deperdussin-vliegscholen.
Het eerste vliegtuig, een Canard-toestel met duwpropeller, was niet succesvol. De daaropvolgende Deperdussin Type A was wel een succes. Dit was een eendekker gelijkend op de Blériot XI. Van de A-types, de Deperdussin 1910 en 1911 werden aanzienlijke aantallen verkocht. De Deperdussin TT was bedoeld voor de export en werd gemaakt in Engeland en Rusland. Het baanbrekende racevliegtuig Deperdussin Monocoque, met een van gelaagd hout geconstrueerde romp, won de 1912 en 1913 Gordon Bennett Trophy-races. Dit vliegtuig was het eerste toestel dat door de 200 km/u snelheidsgrens ging. De eerste Schneider Trophy-race in 1913 te Monaco werd gewonnen door een Deperdussin Coupe Schneider watervliegtuig.

## Arrestatie Deperdussin
Op 6 augustus 1913 werd Armand Deperdussin opgepakt voor fraude. Zijn dure levensstijl en de benodigde fondsen om mee te doen aan vliegtuigraces bleken te zijn gedekt met vervalste cheques. Hij werd veroordeeld tot vijf jaar gevangenisstraf. In 1924 pleegde hij zelfmoord.

## SPAD
Het bedrijf van Deperdussin werd in 1913 gereorganiseerd en kreeg in 1914 de naam Société Pour L'Aviation et ses Dérivés (kortweg SPAD). De door SPAD geproduceerde gevechtsvliegtuigen, zoals de succesvolle SPAD S.XIII, zouden een belangrijke rol spelen tijdens de Eerste Wereldoorlog.

## Modellen
- De Feure-Deperdussin 2 Monoplane 1910 (Canard vliegtuig)
- Deperdussin Type A 1910
- Deperdussin Type B 1911 – inclusief de varianten "Sports" and "Military"
- Deperdussin concours militaire 1911
- Deperdussin Type C
- Deperdussin 1912 Racing Monoplane
- Deperdussin Monocoque
- Deperdussin Coupe Schneider – Racevliegtuig met drijvers (watervliegtuig)
- Deperdussin T
- Deperdussin TT
- Deperdussin Seagull